# FGF12
FGF12‏ (Fibroblast growth factor 12) هوَ بروتين يُشَفر بواسطة جين FGF12 في الإنسان.